# Dzietrzychowice (gromada)
Dzietrzychowice – dawna gromada, czyli najmniejsza jednostka podziału terytorialnego Polskiej Rzeczypospolitej Ludowej w latach 1954–1972.
Gromady, z gromadzkimi radami narodowymi (GRN) jako organami władzy najniższego stopnia na wsi, funkcjonowały od reformy reorganizującej administrację wiejską przeprowadzonej jesienią 1954 do momentu ich zniesienia z dniem 1 stycznia 1973, tym samym wypierając organizację gminną w latach 1954–1972.
Gromadę Dzietrzychowice z siedzibą GRN w Dzietrzychowicach utworzono – jako jedną z 8759 gromad na obszarze Polski – w powiecie żagańskim w woj. zielonogórskim na mocy uchwały nr V/29/54 WRN w Zielonej Górze z dnia 5 października 1954. W skład jednostki weszły obszary dotychczasowych gromad Dzietrzychowice, Jabłonów, Stary Żagań, Pożarów i Marysin ze zniesionej gminy Dzietrzychowice w tymże powiecie. Dla gromady ustalono 15 członków gromadzkiej rady narodowej.
1 stycznia 1972 do gromady Dzietrzychowice włączono tereny o powierzchni 34 ha z miasta Żagań w tymże powiecie; z gromady Dzietrzychowice wyłączono natomiast tereny o powierzchni 24 ha, włączając je do Żagania.
Gromada przetrwała do końca 1972 roku, czyli do kolejnej reformy gminnej.